# Ear (runa)
A runa Ear da escrita futhorc é uma adição tardia ao alfabeto. É, no entanto, ainda atestado a partir de evidências epigráficas, notavelmente a Thames scramasax, e sua introdução, portanto, não pode postergar o século 9. Ela é transliterada como ea, e o poema rúnico anglo-saxão a descreve como.
ᛠ [ear] byþ egle eorla gehƿylcun, /  ðonn[e] fæstlice flæsc onginneþ, /   hraƿ colian, hrusan ceosan /   blac to gebeddan; bleda gedreosaþ, /   ƿynna geƿitaþ, ƿera gesƿicaþ.
" [ear] é horrível para todo cavaleiro, / quando o cadáver rapidamente começa a esfriar / e é colocado no seio da terra escura. / A prosperidade declina, a felicidade passa e os convênios são quebrados ”.
Jacob Grimm em sua Mitologia Teutônica de 1835 (ch. 9) atribuiu um significado mais profundo ao nome. Ele interpreta o poema do inglês antigo como descrevendo a "morte personificada", ligada ao deus da guerra que leva a morte,  Ares.
Ele observa que a runa ear é simplesmente uma runa Tyr com duas farpas presas a ela e sugere que Tir e Ear, Alto alemão antigo  Zio e Eor, eram dois nomes do mesmo deus. Ele encontra o nome no topônimo de Eresburg (*Eresberc) na Vestfália, no latin Mons martis. 
Grimm sugere que os alemães haviam adotado o nome do grego Ares como epíteto de seu deus da guerra, e Eresberc era literalmente um  Areópago.
Grimm observa ainda que na região Bávara (Marcomanos), Terça-feira (dies Martis) era conhecida como Ertag, Iertag, Irtag, Eritag, Erchtag, Erichtag em oposição à região Suábia e Suíça (Alemannic) onde o mesmo dia é Ziestag como em Anglo-saxão.
Grimm conclui que Ziu era conhecido pelo nome alternativo Eor, derivado do grego Ares, e também como Saxnot entre os saxões, identificado como um deus da espada.